# Соколата
Соколата е резерват разположен в южната част на Малашевската планина, България.

## Основаване и статут
Обявен е за резерват с обща площ 219,59 хектара със Заповед No.115 на Комитета за опазване на природната среда при Министерския съвет от 18.02.1985 година, с цел опазването на единствената за планината вековна гора от дървесния вид благун.

## Местоположение
Разположен е в землището на село Игралище и по склона на долината на река Лебница. Територията на Соколата има сравнително малка площ – 219,59 хектара. Резерватът е разположен върху скална основа образувана от гнайс и гранитогнайс. Почвите са предимно кафяви горски, но на места се срещат и други. Соколата е разположен между 600 и 900 м надморска височина и е един от малкото български резервати, разположени на толкова малка височина. Климатът е преходно средиземноморски и поради малката височина снежна покривка не се задържа за дълго.

## Флора
От най-голямо значение за резервата са вековните гори от благун. В миналото те са обхващали цялата Малашевска планина, но средната възраст на горите в планината са сравнително ниски. Горите от благун, които се намират в Соколата често достигат до възраст от над 250 години.
На места се срещат групи или единични дървета от видовете бук и зимен дъб. Характерно за горите в резервата е, че горите от благун са останали чисти и са изградени изцяло от този вид.

## Фауна
Въпреки малката територия на резерват Соколата, животинският свят е сравнително богат. От бозайниците се срещат дива свиня, сърна, лисица, вълк и див заек. Птичия свят също е богат. Установени са над 30 вида птици, които гнездят на територията на резервата.